# Лагалла, Джулио-Чезаре
Джулио-Чезаре Лагалла (итал. Giulio Cesare La Galla; 1576, Падула, Неаполитанское королевство — 1624) — медик и профессор философии в римской коллегии, последователь Аристотеля. Противник гелиоцентрической теории Коперника.
Главное сочинение «De immortalitate animorum ex Aristotelis sententia libri III» (1621).

## Память
Филипп Фаут присвоил имя Джулио-Чезаре Лагаллы кратеру на видимой стороне Луны. В 1935 году это название было утверждено Международным астрономическим союзом.